# Stazione di Genova Vesima
La stazione di Genova Vesima è una fermata ferroviaria posta sulla linea Genova-Ventimiglia. Serve la località di Vesima, piccolo borgo balneare all'estrema periferia occidentale di Genova; si tratta della stazione ferroviaria genovese posta più a Ponente.
L'impianto dal 1º luglio 2001 è gestito da Rete Ferroviaria Italiana, società del gruppo FS.

## Strutture ed impianti
La fermata dispone solamente dei due binari di corsa, utilizzati per il servizio viaggiatori, serviti da una grande banchina posta al centro, collegata alla strada statale tramite un sottopassaggio. Sulla banchina vi sono grandi aree verdi, con alberi, palme e altri tipi di vegetazione. La biglietteria non è presente mentre il fabbricato viaggiatori risulta trasformato in un'abitazione privata.

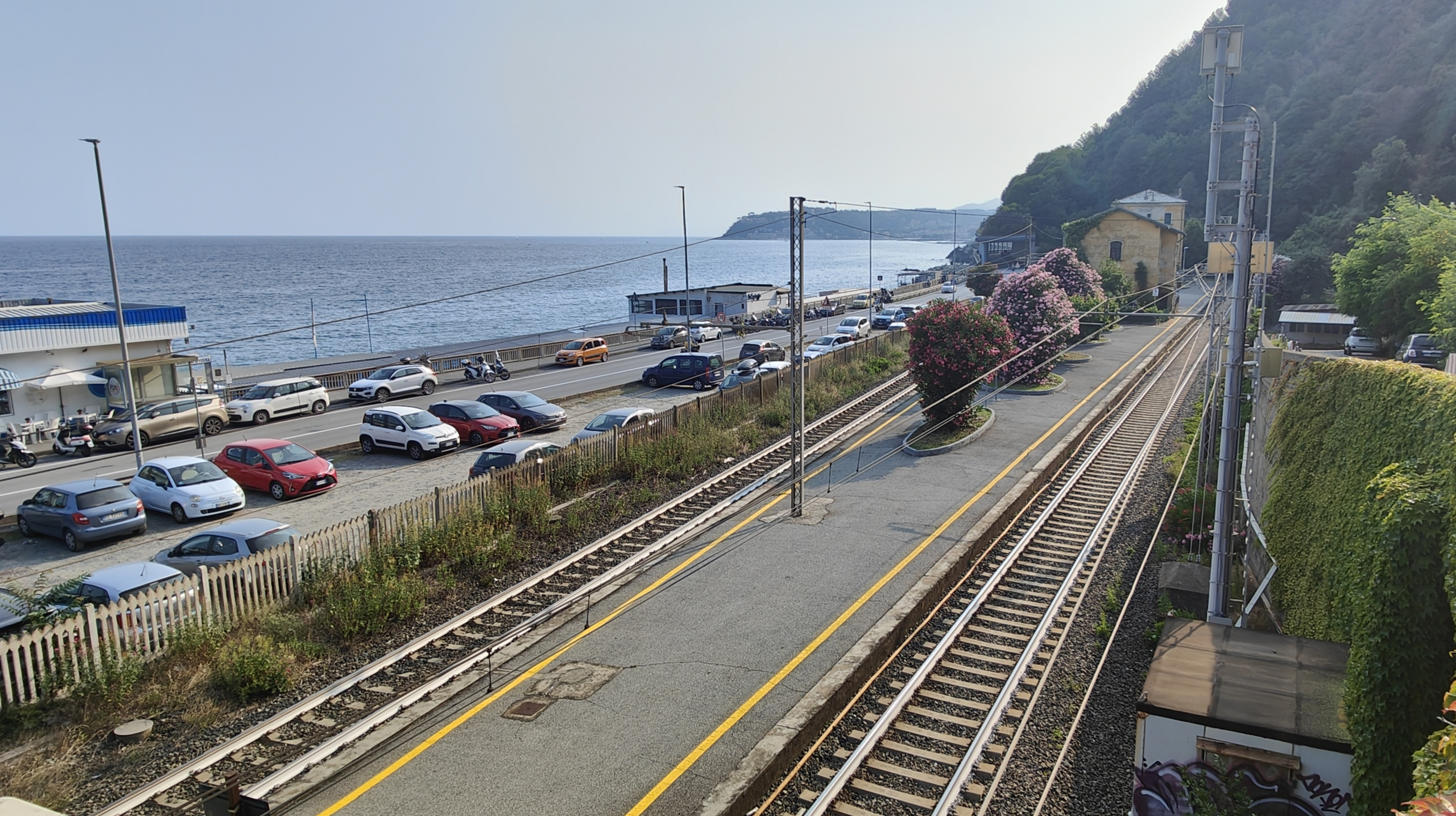
La stazione vista dall'alto

## Movimento
La fermata non effettua servizio viaggiatori nei mesi invernali, mentre in quelli estivi è servita da alcuni treni regionali della relazione Albenga-Savona-Sestri Levante, svolti da Trenitalia nell'ambito del contratto di servizio stipulato con la Regione Liguria.
A causa dello scarso traffico e della sua posizione, la stazione non fa parte dell'offerta del servizio ferroviario urbano del capoluogo ligure.
In passato i media locali hanno dato diverse volte notizie su possibili studi per la rivitalizzazione della località e della sua passeggiata a mare, che come conseguenza avrebbero portato all'utilizzo della fermata anche al di fuori del periodo balneare, ma non è mai stato dato il via a nessun progetto certo.

## Servizi
La stazione, che RFI classifica di categoria bronze.

## Interscambi
- Fermata autobus AMT

Sulla strada antistante la fermata ferroviaria transita la linea automobilistica 708 (Varazze - Cogoleto - Arenzano - Voltri), gestita da AMT.